# 서울서초지구
서울서초지구는 대한민국 서울특별시 서초구 우면동과 과천시 주암동에 구성 중인 공공주택 신도시이다. 조성 총 면적은 0.36제곱 킬로미터에 수용 인원은 8,802인, 3,304 세대이며, 특성화 계획은 걷고 싶은 도시, E-Green City이며, 인근 교통으로는 강남순환도시고속도로, 경부고속도로 양재 나들목, 광역철도 신분당선 양재시민의숲역, 수도권 전철 4호선 선바위역이 있다.

## 같이 보기
- 서초구
- 서울강남지구